# Liste der denkmalgeschützten Objekte in Ybbs an der Donau
Die Liste der denkmalgeschützten Objekte in Ybbs an der Donau enthält die 43 denkmalgeschützten, unbeweglichen Objekte der niederösterreichischen Gemeinde Ybbs an der Donau im Bezirk Melk.

## Denkmäler
| Foto  |                 | Denkmal | Standort                                           | Beschreibung | Metadaten |
| ----- | --------------- | --- | -------------------------------------------------- | --- | --- |
| ja    | Datei hochladen | Jüdischer Friedhof und Aufbahrungshalle HERIS-ID: 63020 Objekt-ID: 75627                                     | Felderstraße 24 Standort KG: Göttsbach             | Der 2791 m² große jüdische Friedhof mit Aufbahrungshalle, 1894 von der Israelitischen Kultusgemeinde errichtet, wurde in der NS-Zeit aufgelöst. Etwa 300 Grabsteine gingen zur Verwertung an einen Steinmetz. In den 1960er Jahren wurden etwa 100 erhaltene Grabsteine wieder aufgestellt. | BDA-Hist.: Q1501953 Status: § 2a Stand der BDA-Liste: 2025-06-30 Name: Jüdischer Friedhof und Aufbahrungshalle GstNr.: .75, 307/2 Jewish Cemetery in Ybbs an der Donau                                                                             |
| ja    | Datei hochladen | Kath. Filialkirche hl. Veit HERIS-ID: 50517 Objekt-ID: 55572                                                 | Veitsbergstraße 11 Standort KG: Sarling            | Die auf den hl. Veit geweihte Filialkirche auf einem Hügel nördlich von Sarling hat einen im Kern romanischen Chorquadratsaal und einen frühbarocken polygonalen Chor. | BDA-Hist.: Q38040578 Status: § 2a Stand der BDA-Liste: 2025-06-30 Name: Kath. Filialkirche hl. Veit GstNr.: .1 |
| ja    | Datei hochladen | Kath. Pfarrkirche hl. Donatus/Kleinsonntagsberg und ehem. Hausberganlage HERIS-ID: 50689 Objekt-ID: 55920    | Kirchenberg 6 Standort KG: Säusenstein             | Die Pfarrkirche von Säusenstein ist ein zentralisierter Langhausbau in spätbarockem Stil, in Höhenlage auf dem Kirchenberg weithin sichtbarer, mit dem Turm an der Westfassade. Der spätbarocke Innenraum ist bemerkenswert einheitlich. | BDA-Hist.: Q38041629 Status: § 2a Stand der BDA-Liste: 2025-06-30 Name: Kath. Pfarrkirche hl. Donatus/Kleinsonntagsberg und ehem. Hausberganlage GstNr.: .19 Pfarrkirche Säusenstein                                                               |
| ja    | Datei hochladen | Schloss Säusenstein, ehem. Zisterzienserabtei Gottestal HERIS-ID: 34878 Objekt-ID: 33368                     | Schlossstraße 14 Standort KG: Säusenstein          | Die Zisterzienser-Abtei in Säusenstein wurde 1336 durch Eberhard V. von Walsee gegründet. Wesentliche Umbauten und Erweiterungen erfolgten ab 1703. Nach der Aufhebung des Klosters im Jahre 1789 folgten etwa 200 Jahre wechselnder Nutzung und zunehmenden Verfalls, einige Teile wurden abgerissen. 1979 kam die Anlage in Privatbesitz, wurde umfassend renoviert und der Öffentlichkeit zugänglich gemacht. | BDA-Hist.: Q1471859 Status: Bescheid Stand der BDA-Liste: 2025-06-30 Name: Schloss Säusenstein, ehem. Zisterzienserabtei Gottestal GstNr.: .16/1 Stift Säusenstein                                                                                 |
| ja    | Datei hochladen | Figurenbildstock hl. Johannes Nepomuk HERIS-ID: 34879 Objekt-ID: 33369                                       | Schlossstraße 14 Standort KG: Säusenstein          | Die Statue des heiligen Johannes Nepomuk in der Schlossstraße stammt aus der Mitte des 18. Jahrhunderts. | BDA-Hist.: Q37960725 Status: Bescheid Stand der BDA-Liste: 2025-06-30 Name: Figurenbildstock hl. Johannes Nepomuk GstNr.: .16/1 |
| ja    | Datei hochladen | Kapelle hl. Theresia von Lisieux/ehem. Loretokapelle HERIS-ID: 59408 Objekt-ID: 70679                        | Schlossstraße 12, bei Standort KG: Säusenstein     | Die ehemalige Loretokapelle, ein kleiner gotischer Bau aus der Mitte des 14. Jahrhunderts, wurde 1927 neu geweiht (Patrozinium: hl. Theresia von Lisieux). | BDA-Hist.: Q38087207 Status: § 2a Stand der BDA-Liste: 2025-06-30 Name: Kapelle hl. Theresia von Lisieux/ehem. Loretokapelle GstNr.: .16/3 Kapelle Säusenstein                                                                                     |
| ja    | Datei hochladen | Figurenbildstock hl. Johannes Nepomuk HERIS-ID: 63028 Objekt-ID: 75635                                       | Bahnhofstraße Standort KG: Ybbs                    | Die Statue des hl. Johannes Nepomuk ist mit 1723 bezeichnet. Sie steht südöstlich des Stadtzentrums an der Bundesstraße. | BDA-Hist.: Q38101948 Status: § 2a Stand der BDA-Liste: 2025-06-30 Name: Figurenbildstock hl. Johannes Nepomuk GstNr.: 1852/1 Johannes Nepomuk Werkbach Ybbs                                                                                        |
| ja    | Datei hochladen | Schule, ehem. Bürgerspital HERIS-ID: 35328 Objekt-ID: 34069                                                  | Bürgerspitalplatz 6 Standort KG: Ybbs              | Das ehemalige Bürgerspital als zweigeschoßige Bau aus dem Jahr 1860 wird heute als Handelsakademie und Handelsschule genutzt. 1973 erfolgte ein umfangreicher Zubau mit Architekt Leo Kammel junior. | BDA-Hist.: Q20182494 Status: § 2a Stand der BDA-Liste: 2025-06-30 Name: Schule, ehem. Bürgerspital GstNr.: .232/2 Schule, ehem. Bürgerspital Ybbs                                                                                                  |
| ja    | Datei hochladen | Mariensäule mit Maria Immaculata HERIS-ID: 63022 Objekt-ID: 75629                                            | vor Burgplatz 2 Standort KG: Ybbs                  | Die vom Gastwirt Michael Angsthamer gestiftete Säule wurde am 14. Juli 1810 gesetzt und am 8. Dezember 1860 durch Ther. Speiser renoviert. | BDA-Hist.: Q38101897 Status: § 2a Stand der BDA-Liste: 2025-06-30 Name: Mariensäule mit Maria Immaculata GstNr.: 1817/13 Mariensäule mit Maria Immaculata Ybbs an der Donau                                                                        |
| ja    | Datei hochladen | Ehem. Feuerwehrdepot HERIS-ID: 41718 Objekt-ID: 42272                                                        | Burgplatz 6 Standort KG: Ybbs                      | Das ehemalige Feuerwehrdepot ist ein zweigeschoßiges Gebäude mit Turmaufsatz. Es wurde nach 1992 umgebaut. | BDA-Hist.: Q38002408 Status: Bescheid Stand der BDA-Liste: 2025-06-30 Name: Ehem. Feuerwehrdepot GstNr.: .36 |
| ja    | Datei hochladen | Figurenbildstock hl. Johannes Nepomuk HERIS-ID: 63021 Objekt-ID: 75628                                       | neben Burgplatz 8 Standort KG: Ybbs                | Die Statue des hl. Johannes Nepomuk aus der 1. Hälfte des 18. Jahrhunderts steht auf einer Wappenkartusche. | BDA-Hist.: Q38101886 Status: § 2a Stand der BDA-Liste: 2025-06-30 Name: Figurenbildstock hl. Johannes Nepomuk GstNr.: 1817/11 Figurenbildstock Johannes Nepomuk, Ybbs an der Donau                                                                 |
| ja    | Datei hochladen | Schule, Therapiezentrum Ybbs, Standort der ehem. landesfürstlichen Burg HERIS-ID: 35338 Objekt-ID: 34079     | Burgplatz 9 Standort KG: Ybbs                      | Auf dem Standort einer der drei Ybbser Stadtburgen, dem Sitz der landesfürstlichen Pfleger, wurde im 17. Jahrhundert das dreigeschoßige Gebäude errichtet. Nach der Renovierung diente es von 1995 bis 2019 als Schule für psychiatrische Gesundheits- und Krankenpflege des Therapiezentrums Ybbs. | BDA-Hist.: Q37963399 Status: Bescheid Stand der BDA-Liste: 2025-06-30 Name: Schule, Therapiezentrum Ybbs, Standort der ehem. landesfürstlichen Burg GstNr.: .64/1, .65                                                                             |
| ja    | Datei hochladen | Friedhofskapelle HERIS-ID: 63019 Objekt-ID: 75626                                                            | Göttsbacher Straße 2 Standort KG: Ybbs             | Das Gelände des Friedhofs befindet sich südöstlich außerhalb der Stadt. Die Friedhofskapelle aus dem Jahr 1894 ist ein kubischer Kuppelbau. | BDA-Hist.: Q38101869 Status: § 2a Stand der BDA-Liste: 2025-06-30 Name: Friedhofskapelle GstNr.: 1025/2 Friedhofskapelle Ybbs an der Donau |
| ja    | Datei hochladen | Brunnen mit Prangermandl-Statue HERIS-ID: 63024 Objekt-ID: 75631                                             | gegenüber Hauptplatz 3 Standort KG: Ybbs           | Der Brunnen auf dem Hauptplatz ist mit 1617 bezeichnet und weist ein oktogonales Becken auf. Auf dem Steinpfeiler in der Mitte steht eine Kopie der Prangermandl-Statue. | BDA-Hist.: Q38101912 Status: § 2a Stand der BDA-Liste: 2025-06-30 Name: Brunnen mit Prangermandl-Statue GstNr.: 1817/8 Brunnen mit Prangermandl-Statue, Ybbs an der Donau                                                                          |
| ja    | Datei hochladen | Rathaus HERIS-ID: 35329 Objekt-ID: 34070                                                                     | Hauptplatz 1 Standort KG: Ybbs                     | Der markante Eckbau des Rathauses an der Südseite des Hauptplatzes stammt im Kern aus dem 15. und 16. Jahrhundert. Die heutige Fassade mit vorgestelltem Turm entstand nach 1868. | BDA-Hist.: Q37963284 Status: § 2a Stand der BDA-Liste: 2025-06-30 Name: Rathaus GstNr.: .76 Rathaus Hauptplatz 1 (Ybbs an der Donau) |
| ja    | Datei hochladen | Ehem. Palais Gatterburg HERIS-ID: 35330 Objekt-ID: 34071                                                     | Hauptplatz 3 Standort KG: Ybbs                     | Einst Stadtpalais der Grafen Gatterburg. Krone und Initialen im Oberlichtgitter des Eingangstores erinnern daran. Im Kern ist das Gebäude spätgotisch, die Fassade stammt aus der Barockzeit. | BDA-Hist.: Q37963300 Status: Bescheid Stand der BDA-Liste: 2025-06-30 Name: Ehem. Palais Gatterburg GstNr.: .75 Ehem. Palais Gatterburg Hauptplatz 3 (Ybbs an der Donau)                                                                           |
| ja    | Datei hochladen | Passauer Hof (Kasten)/ehem. Palas der Ybbsburg HERIS-ID: 35331 Objekt-ID: 34072                              | Hauptplatz 8 Standort KG: Ybbs                     | Bis 1822 im Besitz des Bistums Passau. Die Pfarre Ybbs gehörte bis 1785 zum Verwaltungsbezirk des Passauer Bistums; im Passauer Hof musste der jährliche Zehent abgeliefert werden. | BDA-Hist.: Q37963316 Status: Bescheid Stand der BDA-Liste: 2025-06-30 Name: Passauer Hof (Kasten)/ehem. Palas der Ybbsburg GstNr.: .115 Passauer Hof (Kasten)/ehem. Palas der Ybbsburg Hauptplatz 8 (Ybbs an der Donau)                            |
| ja    | Datei hochladen | ehem. Pfarrhof/ehem. Gasthaus HERIS-ID: 35332 Objekt-ID: 34073                                               | Herrengasse 12 Standort KG: Ybbs                   | Ursprünglich Wirtshaus „Zum Bären“. Nach dem Stadtbrand 1716 war das Gebäude bis zur Errichtung des neuen Pfarrhofes (1954) Wohnsitz des Stadtpfarrers. | BDA-Hist.: Q37963331 Status: Bescheid Stand der BDA-Liste: 2025-06-30 Name: ehem. Pfarrhof/ehem. Gasthaus GstNr.: .18 ehem. Pfarrhof/ehem. Gasthaus Herrengasse 12 (Ybbs an der Donau)                                                             |
| ja    | Datei hochladen | Stadtmuseum, ehem. Gasthof Zur Goldenen Sonne HERIS-ID: 35333 Objekt-ID: 34074                               | Herrengasse 23 Standort KG: Ybbs                   | Altes Patrizierhaus mit gotischem Kern. Ursprünglich Gasthaus „Zur goldenen Sonne“. Nach dem 1. Stadtbrand (1716) Prunkräume für Kaiser Karl VI. (Mozartsaal mit barocker Stuckdecke). Heute Stadtmuseum. | BDA-Hist.: Q37963339 Status: § 2a Stand der BDA-Liste: 2025-06-30 Name: Stadtmuseum, ehem. Gasthof Zur Goldenen Sonne GstNr.: .21 Stadtmuseum, ehem. Gasthof Zur Goldenen Sonne Herrengasse 23 (Ybbs an der Donau)                                 |
| ja    | Datei hochladen | Persönlichkeitsdenkmal, Kaiser Joseph II. HERIS-ID: 63025 Objekt-ID: 75632                                   | vor Kaiser-Josef-Platz 2 Standort KG: Ybbs         | Am 5. November 1789 besuchte Kaiser Joseph II. Ybbs. Dieses Bronzestandbild aus dem Jahr 1887 soll daran erinnern. | BDA-Hist.: Q38101923 Status: § 2a Stand der BDA-Liste: 2025-06-30 Name: Persönlichkeitsdenkmal, Kaiser Joseph II GstNr.: 1810/4 |
| ja    | Datei hochladen | Wohnhaus HERIS-ID: 43606 Objekt-ID: 44237                                                                    | Kaiser-Josef-Platz 5 Standort KG: Ybbs             | Das zweigeschoßige Gebäude mit historistischer Obergeschoßfassade stammt aus der 2. Hälfte des 19. Jahrhunderts. | BDA-Hist.: Q38004230 Status: Bescheid Stand der BDA-Liste: 2025-06-30 Name: Wohnhaus GstNr.: .229/3 |
| ja    | Datei hochladen | Wohnhaus, ehem. Salzamt/ehem. Schule HERIS-ID: 35334 Objekt-ID: 34075                                        | Kirchengasse 6 Standort KG: Ybbs                   | Spätgotisches Gebäude mit markanten Erkern. In diesem Gebäude wurde der Salzhandel kontrolliert und die Maut dafür eingehoben. Von 1871 bis 1952 Ybbser Bürgerschule. Heute Facharztzentrum und evangelisches Bethaus (Predigtstation der Pfarrgemeinde Amstetten–Heilandskirche) | BDA-Hist.: Q37963351 Status: § 2a Stand der BDA-Liste: 2025-06-30 Name: Wohnhaus, ehem. Salzamt/ehem. Schule GstNr.: .7 Wohnhaus, ehem. Salzamt Kirchengasse 6 (Ybbs an der Donau)                                                                 |
| ja    | Datei hochladen | Wohn- und Geschäftshaus HERIS-ID: 35335 Objekt-ID: 34076                                                     | Kirchengasse 10 Standort KG: Ybbs                  | Das zweigeschoßige giebelständige Haus stammt im Kern aus dem 16. Jahrhundert. | BDA-Hist.: Q37963362 Status: Bescheid Stand der BDA-Liste: 2025-06-30 Name: Wohn- und Geschäftshaus GstNr.: .5 Wohn- und Geschäftshaus Kirchengasse 10 (Ybbs an der Donau)                                                                         |
| ja    | Datei hochladen | Ehem. Stadtburg/ehem. Weinmaut, Landesgendarmerieschule HERIS-ID: 35336 Objekt-ID: 34077                     | Kirchengasse 14 Standort KG: Ybbs                  | Die Ursprünge dieses Gebäudes gehen bis in das 10. Jahrhundert zurück. Da dort die Gebühren für den Donauverkehr – hauptsächlich transportierte man Wein – eingehoben wurden, wurde diese Amtsstelle als Weinmaut bezeichnet. Im 18. Jahrhundert noch Ob der ennsischen Landschaft Hauptaufschlagsamt genannt, erfolgte die Aufhebung durch Kaiser Joseph II. Danach befand sich das Haus in Privatbesitz (Baron Tonders Haus), 1864 wurde es durch die Stadt Wien erworben, 1909 schließlich durch die Stadt Ybbs gekauft. | BDA-Hist.: Q37963375 Status: Bescheid Stand der BDA-Liste: 2025-06-30 Name: Ehem. Stadtburg/ehem. Weinmaut, Landesgendarmerieschule GstNr.: .3 Weinmaut Ybbs an der Donau                                                                          |
| ja    | Datei hochladen | Wohnhaus mit Hauszeichen HERIS-ID: 35337 Objekt-ID: 34078                                                    | Kirchenplatz 3 Standort KG: Ybbs                   | Das zweigeschoßige Gebäude weist einen spätmittelalterlichen Flacherker auf drei Konsolen sowie ein barockes Haussegensbild des hl. Johannes Nepomuk auf. | BDA-Hist.: Q37963388 Status: Bescheid Stand der BDA-Liste: 2025-06-30 Name: Wohnhaus mit Hauszeichen GstNr.: .54 Wohnhaus mit Hauszeichen Kirchenplatz 3 (Ybbs an der Donau)                                                                       |
| ja    | Datei hochladen | Kath. Pfarrkirche hl. Laurentius HERIS-ID: 50893 Objekt-ID: 56372                                            | Kirchenplatz 4 Standort KG: Ybbs                   | Spätgotische Kirche, 1512 vollendet. Nach dem Stadtbrand von 1716 mit barocker Einrichtung ausgestattet. Barocke Orgel mit den Initialen W. A. Mozarts (nach Besuch im Jahre 1776). | BDA-Hist.: Q38042598 Status: § 2a Stand der BDA-Liste: 2025-06-30 Name: Kath. Pfarrkirche hl. Laurentius GstNr.: .10/1 Pfarrkirche St. Laurentius (Ybbs an der Donau)                                                                              |
| ja    | Datei hochladen | Ehem. Stadttor und Abschnitt der Stadtmauer HERIS-ID: 68180 Objekt-ID: 81183                                 | Kirchenplatz 4 Standort KG: Ybbs                   | Das älteste der Ybbser Stadttore wurde beim Bau der Pfarrkirche in deren Architektur einbezogen. | BDA-Hist.: Q38118954 Status: § 2a Stand der BDA-Liste: 2025-06-30 Name: Ehem. Stadttor und Abschnitt der Stadtmauer GstNr.: .10/1 Ehem. Stadttor und Abschnitt der Stadtmauer Ybbs an der Donau                                                    |
| ja    | Datei hochladen | Spätantikes Kleinkastell (Burgus) Ad Pontem Ises am Kirchenplatz HERIS-ID: 112857 Objekt-ID: 131082seit 2017 | Kirchenplatz 4 Standort KG: Ybbs                   | Am Kirchenplatz kamen in den 1980er Jahren bei Sanierungsarbeiten die Reste eines spätantiken Gebäudes zum Vorschein, das als Wachturm oder Burgus interpretiert wird. | BDA-Hist.: Q37832395 Status: Bescheid Stand der BDA-Liste: 2025-06-30 Name: Spätantikes Kleinkastell (Burgus) Ad Pontem Ises am Kirchenplatz GstNr.: .10/1, 1817/17                                                                                |
| ja    | Datei hochladen | Ehem. Michaels(Barbara)kapelle, ehem. Karner HERIS-ID: 62660 Objekt-ID: 75231                                | Kirchenplatz 6 Standort KG: Ybbs                   | In dem zweigeschoßigen Haus neben der Pfarrkirche sind Reste des Mauerkern der ehemaligen romanischen Michaels(Barbara)kapelle erhalten. | BDA-Hist.: Q38100783 Status: § 2a Stand der BDA-Liste: 2025-06-30 Name: Ehem. Michaels(Barbara)kapelle, ehem. Karner GstNr.: .7 Ehem. Michaels(Barbara)kapelle Ybbs an der Donau                                                                   |
| ja    | Datei hochladen | Ereignisdenkmal 100. Jahrestag der Völkerschlacht bei Leipzig HERIS-ID: 63027 Objekt-ID: 75634               | Prof.-Fries-Gasse 4, in der Nähe Standort KG: Ybbs | Das monumentale Denkmal zum 100. Jahrestag der Völkerschlacht bei Leipzig wurde 1913 westlich über der Stadt auf dem Kirl errichtet. | BDA-Hist.: Q38101940 Status: § 2a Stand der BDA-Liste: 2025-06-30 Name: Ereignisdenkmal 100. Jahrestag der Völkerschlacht bei Leipzig GstNr.: 1310/1 Ereignisdenkmal 100. Jahrestag der Völkerschlacht bei Leipzig Ybbs an der Donau               |
| ja BW | Datei hochladen | Ehem. Zisterzienserinnenkloster, ehem. Kaserne, Pflege- und Therapiezentrum HERIS-ID: 50892 Objekt-ID: 56371 | Persenbeuger Straße 1 - 3 und 2 Standort KG: Ybbs  | Der westliche Gebäudeteil (Haus 1) wurde zwischen 1720 und 1723 als Kavalleriekaserne errichtet, ab 1780 als Armenhaus verwendet und im 19. Jahrhundert für die Versorgung psychisch kranker Menschen adaptiert. Der östliche Teil (Haus 2), wo sich ab dem 13. Jahrhundert ein Kloster der Zisterzienserinnen befand, ging im 17. Jahrhundert in den Besitz der Franziskanerinnen über, die den alten Bau abtragen und durch einen Neubau ersetzen ließen.                                                                 | BDA-Hist.: Q2419467 Status: § 2a Stand der BDA-Liste: 2025-06-30 Name: Ehem. Zisterzienserinnenkloster, ehem. Kaserne, Pflege- und Therapiezentrum GstNr.: .221, .225 Ybbs Pflegezentrum                                                           |
| ja    | Datei hochladen | Bürgerhaus HERIS-ID: 35340 Objekt-ID: 34081                                                                  | Schiffmeisterplatz 1 Standort KG: Ybbs             | Das schmale dreigeschoßige Bürgerhaus weist ein Satteldach auf. Die Konsolen der Obergeschoße sind mit 1544 bezeichnet. | BDA-Hist.: Q37963410 Status: Bescheid Stand der BDA-Liste: 2025-06-30 Name: Bürgerhaus GstNr.: .113 |
| ja    | Datei hochladen | Schiffmeisterhaus HERIS-ID: 35347 Objekt-ID: 34088                                                           | Schiffmeisterplatz 3 Standort KG: Ybbs             | Schiffmeister waren reiche Handelsherren der Donau. Der Ybbser Matthias Feldmüller befehligte als bedeutendster Schiffmeister der Geschichte von hier aus eine Flotte von über 1000 Schiffen. Das ehemalige Schiffmeisterhaus stammt im Kern aus dem 15. und 16. Jahrhundert; das dritte Geschoß wurde erst nach 1868 aufgesetzt. | BDA-Hist.: Q37963518 Status: Bescheid Stand der BDA-Liste: 2025-06-30 Name: Schiffmeisterhaus GstNr.: .112 Schiffmeisterhaus Schiffmeisterplatz 3 (Ybbs an der Donau)                                                                              |
| ja    | Datei hochladen | Bürgerhaus HERIS-ID: 35341 Objekt-ID: 34082                                                                  | Schiffmeisterplatz 4 Standort KG: Ybbs             | Das zweigeschoßige Bürgerhaus mit Dachspeicherfenstern stammt aus der 1. Hälfte des 16. Jahrhunderts. | BDA-Hist.: Q37963426 Status: Bescheid Stand der BDA-Liste: 2025-06-30 Name: Bürgerhaus GstNr.: .117/2 |
| ja    | Datei hochladen | Bürgerhaus HERIS-ID: 35342 Objekt-ID: 34083                                                                  | Schiffmeisterplatz 5 Standort KG: Ybbs             | Das Bürgerhaus mit einer erkerartig ausgebauten Ecke stammt im Kern aus dem 16. Jahrhundert und wurde 1724 barockisiert. | BDA-Hist.: Q37963441 Status: Bescheid Stand der BDA-Liste: 2025-06-30 Name: Bürgerhaus GstNr.: .111 |
| ja    | Datei hochladen | Gasthof Goldener Ochs HERIS-ID: 35343 Objekt-ID: 34084                                                       | Schiffmeisterplatz 6 Standort KG: Ybbs             | Der breite ehemalige Einkehrgasthof mit seiner glatten Front weist ein spätgotisches Rundbogenportal auf. | BDA-Hist.: Q37963456 Status: Bescheid Stand der BDA-Liste: 2025-06-30 Name: Gasthof Goldener Ochs GstNr.: .119/1 |
| ja    | Datei hochladen | Bürgerhaus mit Hauszeichen HERIS-ID: 57123 Objekt-ID: 66865                                                  | Schiffmeisterplatz 7 Standort KG: Ybbs             | Das zweigeschoßige Bürgerhaus stammt im Kern aus der 1. Hälfte des 16. Jahrhunderts und weist ein barockes Haussegensbild auf. | BDA-Hist.: Q38074734 Status: Bescheid Stand der BDA-Liste: 2025-06-30 Name: Bürgerhaus mit Hauszeichen GstNr.: .109 Bürgerhaus mit Hauszeichen Schiffmeisterplatz 7 (Ybbs an der Donau)                                                            |
| ja    | Datei hochladen | Villa HERIS-ID: 41962 Objekt-ID: 42536                                                                       | Stadtgrabenweg 5 Standort KG: Ybbs                 | Die frei stehende zweigeschoßige Villa stammt aus dem Ende des 19. Jahrhunderts. | BDA-Hist.: Q38002840 Status: Bescheid Stand der BDA-Liste: 2025-06-30 Name: Villa GstNr.: .311 Villa Stadtgrabenweg 5 Ybbs an der Donau |
| ja    | Datei hochladen | Ereignisdenkmal 60-jähriges Regierungsjubiläum Kaiser Franz Joseph I. HERIS-ID: 63026 Objekt-ID: 75633       | Vogelsangstraße Standort KG: Ybbs                  | Anlässlich des 60-jährigen Regierungsjubiläums von Kaiser Franz Joseph wurde auf dem Kirl westlich der Stadt diese Statuengruppe mit einem Kruzifix sowie den heiligen Maria, Johannes und Maria Magdalena geschaffen. | BDA-Hist.: Q38101931 Status: § 2a Stand der BDA-Liste: 2025-06-30 Name: Ereignisdenkmal 60jähriges Regierungsjubiläum Kaiser Franz Joseph I. GstNr.: 1306/1 Ereignisdenkmal 60jähriges Regierungsjubiläum Kaiser Franz Joseph I. Ybbs an der Donau |
| ja    | Datei hochladen | Ehem. Babenbergerhof, Gasthaus Zum weißen Lamm HERIS-ID: 35345 Objekt-ID: 34086                              | Wiener Straße 10 Standort KG: Ybbs                 | Das Gebäude war einst eine der drei Ybbser Stadtburgen des 13. Jahrhunderts. Nach schweren Beschädigungen wurde sie 1835 großteils abgetragen und – mit mittelalterlichem Mauerkern – zu einem Gasthof umgebaut. | BDA-Hist.: Q37963488 Status: Bescheid Stand der BDA-Liste: 2025-06-30 Name: Ehem. Babenbergerhof, Gasthaus Zum weißen Lamm GstNr.: .96/1 Ehem. Babenbergerhof, Gasthaus Zum weißen Lamm (Ybbs an der Donau)                                        |
| ja    | Datei hochladen | Bürgerhaus HERIS-ID: 46829 Objekt-ID: 49087                                                                  | Wiener Straße 11 Standort KG: Ybbs                 | Das an die Stadtmauer angebaute Bürgerhaus stammt im Erdgeschoß aus dem 16. Jahrhundert und wurde in der 2. Hälfte des 19. Jahrhunderts aufgestockt. | BDA-Hist.: Q38024017 Status: Bescheid Stand der BDA-Liste: 2025-06-30 Name: Bürgerhaus GstNr.: .104 |
| ja    | Datei hochladen | Pulverturm/Friedrichsturm HERIS-ID: 35344 Objekt-ID: 34085                                                   | Wiener Straße 17 Standort KG: Ybbs                 | Der Rundturm der ehemaligen Stadtbefestigung im Südosten der Altstadt stammt aus dem Jahr 1480 | BDA-Hist.: Q37963471 Status: Bescheid Stand der BDA-Liste: 2025-06-30 Name: Pulverturm/Friedrichsturm GstNr.: .102/2 Pulverturm Friedrichsturm Ybbs an der Donau                                                                                   |
| ja    | Datei hochladen | Turm und Vorwerk HERIS-ID: 35346 Objekt-ID: 34087                                                            | Wiener Straße 19 Standort KG: Ybbs                 | Vom zerstörten einstigen Wiener Tor der mittelalterlichen Stadtbefestigung blieb das Vorwerk samt halbrunder Bastei mit Schlitzscharten erhalten. | BDA-Hist.: Q37963503 Status: Bescheid Stand der BDA-Liste: 2025-06-30 Name: Turm und Vorwerk GstNr.: 80/2 Turm und Vorwerk Ybbs an der Donau |